# Davey Havok
Davey Havok (né le 20 novembre 1975  à Rochester dans l’État de New York) est le chanteur américain du groupe de punk rock à tendance rock gothique AFI. Il est aussi le chanteur du groupe de musique électronique Blaqk Audio, du groupe d'horror punk Son Of Sam, et du groupe de Hardcore Xtrmst.

## Biographie
Peu de temps après sa naissance, sa famille déménage pour la ville d’Ukiah en Californie où il suit des cours à l’école catholique. À cette époque (1991), il monte avec quelques amis son groupe appelé AFI, qui ne connaîtra le succès que quelques années plus tard (1996).
Il part ensuite pour l’Université de Californie à Berkeley pour suivre des études d’anglais et de psychologie. En parallèle, il continue à écrire des chansons pour son groupe dont le premier album, Answer That And Stay Fashionable sort en 1995.
Il chante également dans le groupe Son Of Sam pour lequel, tout comme pour AFI, il compose la plupart des paroles de chansons. 
Il a aussi créé un groupe de musique électronique du nom de Blaqk Audio avec son ami guitariste Jade Puget. Leur premier album  CexCells, a été mis en vente le 14 août 2007. Leur second album Bright Black Heaven est sorti au printemps 2011.

## Filmographie
- 2012 : Knife Fight de Bill Guttentag :  Jimmy McSorley